# Arcola (Teksas)
Arcola je grad u američkoj saveznoj državi Teksas. Prema popisu stanovništva iz 2010. u njemu je živjelo 1.642 stanovnika.